# Marx-Halle
Die Marx-Halle, historisch Rinderhalle St. Marx, ist eine denkmalgeschützte Veranstaltungsstätte im 3. Wiener Gemeindebezirk, der Landstraße. Bis zur Absiedelung des Wiener Zentralviehmarkts im Jahr 1997 diente die Stahlkonstruktion als Verkaufs- und Markthalle für Rinder. Ab 1999 wurde das nunmehr leerstehende Gebäude als Veranstaltungsstätte neu genutzt. Diese bis heute anhaltende Nachnutzung des Bauwerks wurde nur durch Sanierungsarbeiten und bauliche Adaptionen unterbrochen.
Insgesamt umfasst die Marx-Halle auf einer Gesamtfläche von 20.000 Quadratmetern vier separat bespielbare Räume.

## Geschichte

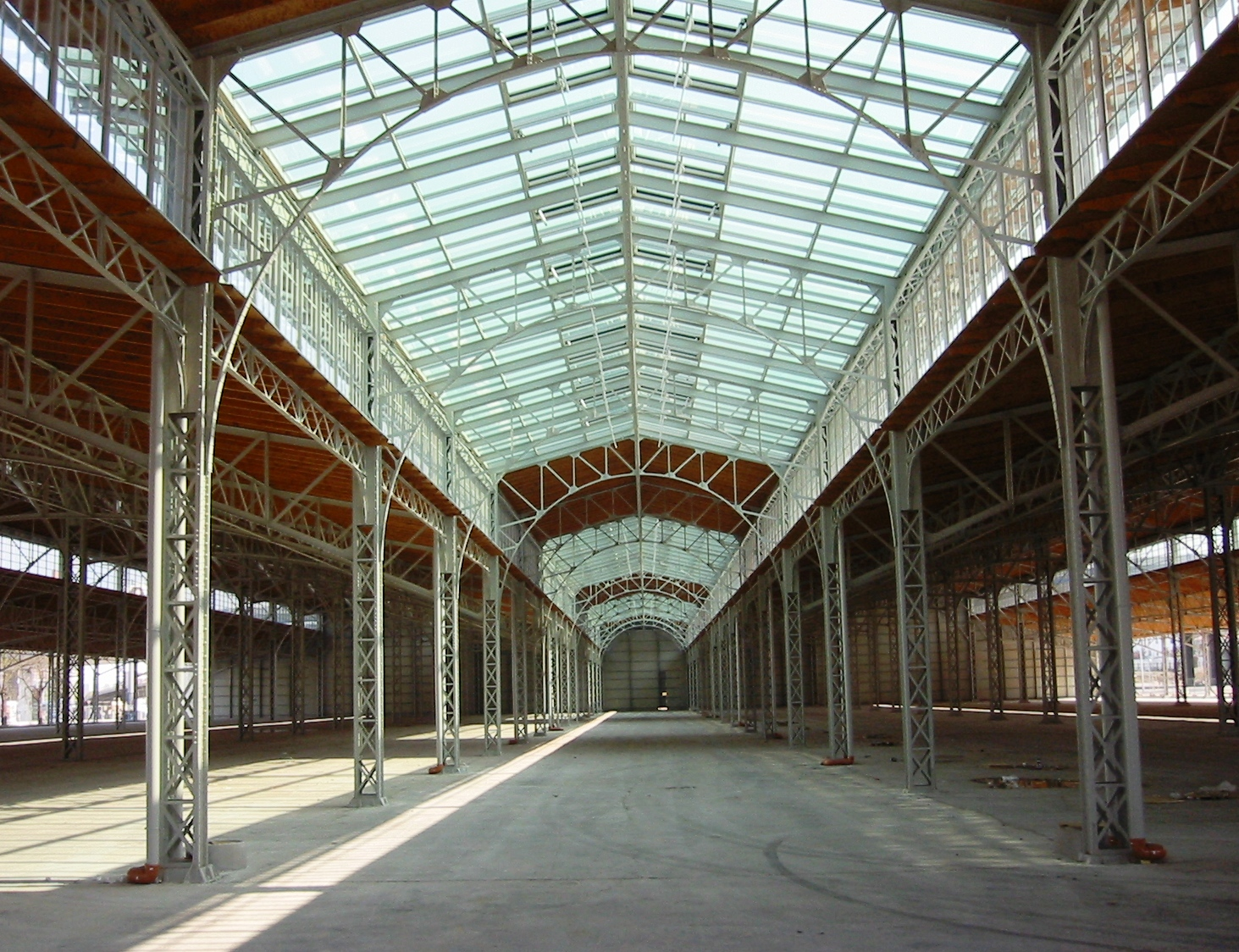
Innenansicht, 2007

Die Errichtung der Rinderverkaufshalle wurde als zentraler Bestandteil des neuen Wiener Zentralviehmarks 1877 im Gemeinderat der damaligen k.u.k. Reichshaupt- und Residenzstadt Wien beschlossen und ab 1879 vom Architekten Rudolf Frey geleitet. Der Bau der Halle erfolgte in zwei Abschnitten. Im ersten Abschnitt wurde die Halle auf ein Fassungsvermögen von 4000 Rindern dimensioniert. Erst nach Auflassung der noch existierenden Notstallungen sollte die Kapazität auf 5350 Rinder erweitert werden.
Am 25. Oktober 1879 wurde mit dem Bau begonnen, die Übergabe erfolgte am 2. Dezember 1880. Anfang Jänner 1881 fand die erste Mastvieh-Ausstellung in Gegenwart von Kaiser Franz Joseph I. statt. Zum Zeitpunkt der Eröffnung betrug das Fassungsvermögen der Halle schließlich 4500 Rinder.

### Erweiterung 1898
Die Erweiterung des Bauwerks auf ein Fassungsvermögen von bis zu 6000 Rindern wurde am 30. Juni 1898 im Wiener Gemeinderat beschlossen und noch im selben Jahr umgesetzt. Zur Erhöhung der Kapazität wurde die Halle um sechs Achsen erweitert.

### Weltkriege
Im Ersten Weltkrieg wurde die Halle als Quartier für Pferde und Mannschaft genutzt. Im Zweiten Weltkrieg diente sie zwischenzeitlich als Militärlager. Während des Zweiten Weltkriegs wurde der gesamte Zentralviehmarkt und auch die Rinderverkaufshalle stark beschädigt. Im Zuge des Wiederaufbaus wurde daher von 1947 bis 1949 unter anderem das Dach der Halle vollständig erneuert.

### Schließung des Schlachthofs
Die Rinderverkaufshalle diente bis zur endgültigen Schließung des Schlachthofs St. Marx am 31. Dezember 1997 als Markthalle. Kurz zuvor wurden die Halle, das Verwaltungs- und das Bankgebäude am 3. April 1997 unter Denkmalschutz gestellt. Zu dieser Zeit kamen die ersten Ideen für eine künftige Nutzung des nunmehr denkmalgeschützten Bauwerks auf.
Nach der ersten temporären Nutzung im Jahr 1999 für Veranstaltungen wurde die Halle in den Jahren 2006 bis 2007 von der WSE Wiener Stadtentwicklungsgesellschaft m.b.H., einem Unternehmen der Wien Holding, generalsaniert. Ab 2011 wurde die Halle gemeinsam mit dem Betreiber, der HEY-U Mediagroup, sukzessive zur modernen multifunktionalen Veranstaltungshalle ausgebaut. Mit Beginn des Vollbetriebs im Jahr 2014 wurde die Bezeichnung Marx-Halle eingeführt. Ebenfalls im Jahr 2014 wurde das von Michael Niavarani und Georg Hoanzl geleitete Kabarett-Theater Globe Wien in der Marx-Halle errichtet. Anfang 2018 wurden die Nutzung der Halle und der weitere Betrieb bis 2084 fixiert.

## Gebäude

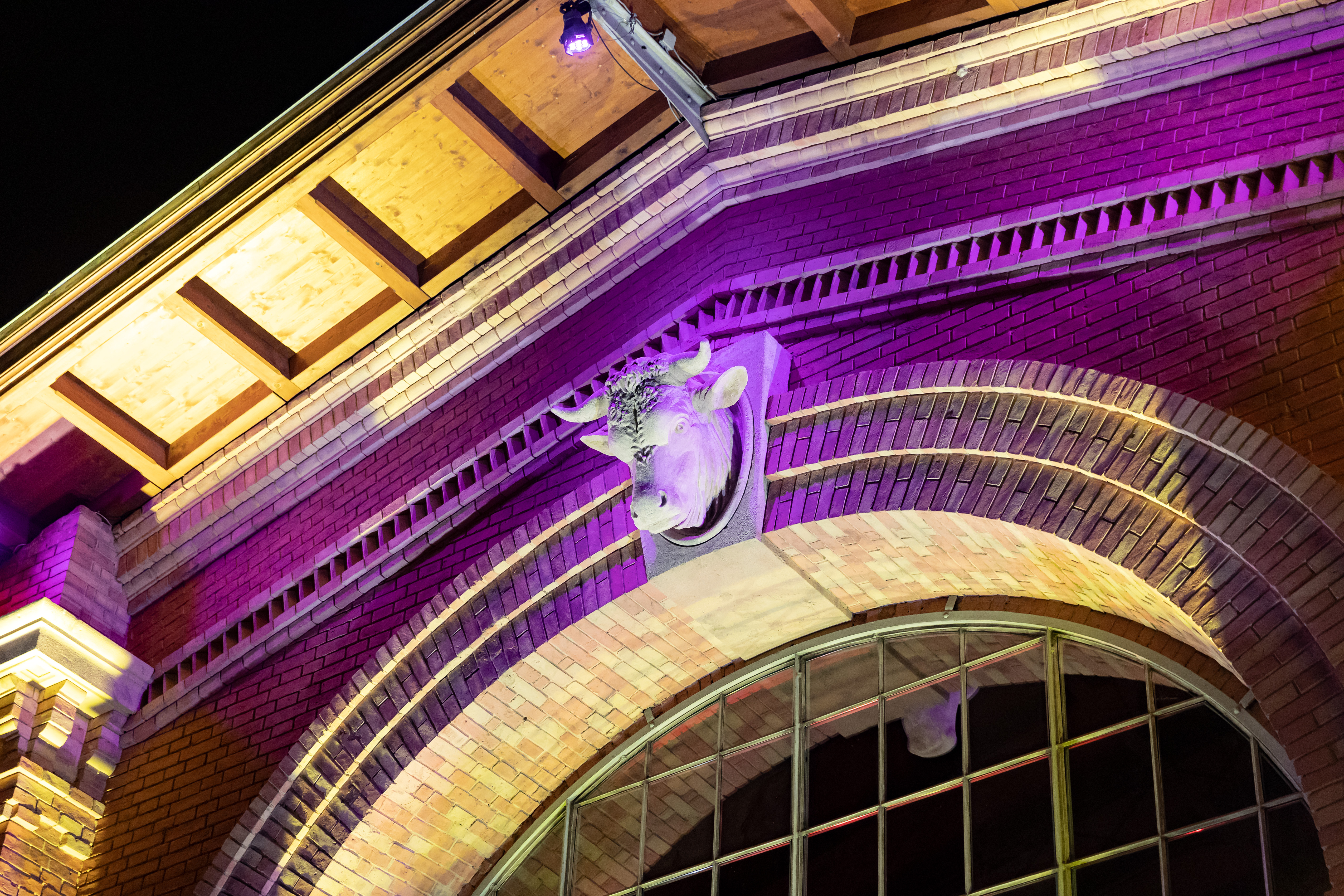
Stierkopf am Eingangsportal

Die basilikale Halle wurde als Schmiedeeisenkonstruktion ausgeführt. Zur Zeit ihrer Entstehung galt die Halle aufgrund ihrer Leichtbauweise als herausragende konstruktive Leistung. Die ursprünglich 224 m lange, 175 m breite und 17 m hohe Halle besteht aus zwei dreischiffigen Hallen, welche entlang ihrer Längsseiten durch eine überdachte Zwischenhalle miteinander verbunden sind. Für den Ausbau der Südosttangente, der A 23, wurde die Halle in den Jahren 1980 und 2003 auf 175 m gekürzt. Nach der Übertragung des ehemaligen Zentralviehmarktareals St. Marx an die im Eigentum der Wien Holding stehende Wiener Stadtentwicklungsgesellschaft m.b.H. (WSE) wurden ab 2000 erste substanzerhaltende Sanierungsarbeiten und zwischen 2006 und 2007 eine Generalsanierung durchgeführt.